# Wilhelm Klemm (Lyriker)
Wilhelm Klemm (* 15. Mai 1881 in Leipzig; † 23. Januar 1968 in Wiesbaden) war ein deutscher Verleger und Lyriker.

## Leben
Wilhelm Klemm war ein Sohn von Rudolf Klemm (1853–1908), Inhaber der Kommissionsbuchhandlung Otto Klemm in Leipzig. Seine Geschwister waren Otto Klemm (1884–1939), ein Vertreter der Leipziger Schule der Gestaltpsychologie, und Annemarie Jacob (1891–1990), eine expressionistische Malerin.
Er besuchte bis 1900 die Thomasschule zu Leipzig. Nach dem Studium der Medizin in München, Erlangen, Leipzig und Kiel legte er 1905 das Staatsexamen ab, 1906 wurde er zum Dr. med. promoviert. Nach dem Tod seines Vaters im Jahr 1908 übernahm er dessen Buchhandlung. Die Ehe mit Erna Kröner (1892–1978), Tochter des Verlegers Alfred Kröner, im Jahr 1912 sicherte ihn finanziell ab. Aus der Ehe gingen vier Söhne hervor, darunter der spätere Chemiker Alfred Klemm (1913–2013) und der spätere Verleger Arno Klemm (* 1914). Die Ehe wurde 1947 geschieden.
Während der Zeit des Ersten Weltkrieges 1914 bis 1918 war Wilhelm Klemm Regimentsarzt an der Westfront.

## Verleger
Im Jahr 1919 übernahm Klemm das Leipziger Kommissionshaus Carl Friedrich Fleischer. Ab 1921 – Kröner starb am 2. Januar 1922 – arbeitete er zudem als geschäftsführender Gesellschafter des Alfred Kröner Verlages und 1927 kaufte er die Dieterich’sche Verlagsbuchhandlung. Ein denkwürdiges Ereignis unter seiner Ägide war die Herausgabe der Frühschriften von Karl Marx im Alfred Kröner Verlag ein Jahr vor Hitlers Machtergreifung.
1937 wurde er aus der Reichsschrifttumskammer ausgeschlossen und musste die Leitung des Alfred Kröner Verlags und der Dieterich’schen Verlagsbuchhandlung aufgeben. Dem setzte Klemm in Zusammenarbeit mit Rudolf Marx (1899–1990) die Herausgabe der Sammlung Dieterich entgegen, die sich während der NS-Zeit mit ihren philosophisch, kulturgeschichtlich und literarisch wertvollen Bänden der humanistischen Tradition verpflichtet wusste. 1943 wurden alle Betriebe zerstört. Zwei seiner vier Söhne fielen im Krieg.
Nach dem Ende des Zweiten Weltkrieges existierte die Dieterich’schen Verlagsbuchhandlung und die Sammlung Dieterich in geteilter Form weiter. Rudolf Marx entschied sich für den Verbleib in Leipzig und führte die Reihe dort fort, während Wilhelm Klemm einem Angebot der Amerikaner folgte und nach Wiesbaden zog (in die Steubenstraße 3). Hier setzte er seine verlegerische Tätigkeit fort, bis er 1955 aus wirtschaftlichen Gründen die in seiner Verantwortung verbliebenen Bände der Sammlung Dieterich dem Carl Schünemann Verlag in Bremen verkaufte. 1948 heiratete er in zweiter Ehe die aus Leipzig stammende Ilse Brandt (* 1912) und hatte eine Tochter mit ihr.
Wilhelm Klemm starb am 23. Januar 1968 in Wiesbaden.

## Lyriker
Die ersten, noch überwiegend gereimten Gedichte Wilhelm Klemms fallen in seine Gymnasialzeit. Neben dem literarischen Bildungskanon des Kaiserreiches stand sein Frühwerk, wie zahlreiche Zeichnungen in seinen Tagebüchern belegen, unter dem Einfluss der Kunstgeschichte, insbesondere der italienischen Renaissance, des französischen Klassizismus und der Romantik.
1915 debütierte er mit dem Gedichtband Gloria. Seine inzwischen zumeist reimlose freirhythmische Lyrik ist von einer minimalistischen, ausdrucksstarken Sprache gekennzeichnet, die sich häufig keinen Regeln unterwirft. Hat er mit anderen expressionistischen Lyrikern die Präferenz einer Strophenform gemeinsam, so teilt er nicht deren patriotisches Pathos (Ernst Wilhelm Lotz) oder deren Mitleidsdenken (Franz Werfel). Die erste Strophe des von Kritikern wie Theodor Heuss hochgelobten Gedichtes Stellung lautet: „Die Nacht arbeitet ununterbrochen. Schüsse jagen / Vorüber. Klatschen ein, oder seufzen davon, / Poltern fern wie Steingeröll. Vergähren. Ein Geschütz brüllt auf – / Die Gespenster der Vernichtung schnattern. Stunden versickern.“
Klemms Gedichte erschienen – mit Ausnahme der Zeitschrift  Der Sturm  – in den wichtigen Literatur- und Kunstzeitschriften: zunächst in Die Jugend und im Simplicissimus, später auch in Franz Pfemferts Die Aktion. An den weltanschaulichen Diskussionen seiner Zeit nahm Klemm allerdings nicht teil. Pfemfert gab mit Verse und Bilder sowie Aufforderung den zweiten bzw. dritten lyrischen Einzelband heraus. Nach Kriegsende kam es jedoch zu ästhetisch-inhaltlichen Differenzen, bis schließlich keines seiner Gedichte mehr in Die Aktion aufgenommen wurde. In dem Gedicht Sehnsucht deutet sich schon eine Abkehr vom Expressionismus an: „O Herr, vereinfache meine Worte. / Laß Kürze mein Geheimnis sein. / Gib mir die weise Verlangsamung. / Wieviel kann beschlossen sein in drei Silben!“. Diese Abkehr bedeutete aber nicht eine Hinwendung zum Ästhetizismus eines Stefan George; die Zerrissenheit der Moderne blieb weiterhin ein wichtiges Sujet: „Oh meine Zeit! So namenlos zerrissen, / So ohne Stern, so daseinsarm im Wissen“, und immer wieder setzt er sich mit einer keiner bestimmten Religion zugeordneten Transzendenz auseinander.
Nach den 1919 erschienenen Bänden Ergriffenheit und Entfaltung publizierte Klemm Traumschutt (1920). Die Gedichtfolge Verzauberte Ziele (1921) wurde wahrscheinlich 1920 oder vorher zusammengestellt. In Alfred Wolfensteins Jahrbuch Die Erhebung (1920) ist Klemms Zyklus Tage und Nächte enthalten, der jedoch völlig unbeachtet blieb und auch nicht in späteren Anthologien Aufnahme fand. Der Lyriker und Literaturwissenschaftler Jan Volker Röhnert spricht bei den Nachkriegsgedichten Klemms von „unbekannten Meisterwerken unserer Poesiegeschichte“ und erkennt in der bizarren Metaphorik Einflüsse des Stummfilms. Klemms Verzicht auf weitere lyrische Publikationen ab 1921 kann als ein freiwilliges „Bilderverbot“ aufgefasst werden: „Das bewährte lyrische Bild wurde als überholt und verbraucht empfunden, während die Allgegenwart von Bildern der Wirklichkeit in Gedichten kaum mehr repräsentierbar schien.“
Als Autor war Wilhelm Klemm nach 1945 in Vergessenheit geraten. Zu den Schriftstellern der Gruppe 47 und ihrem Umfeld hatte er keinen Kontakt. Die Rezeption seines Werkes begann erst zu Klemms achtzigstem Geburtstag 1961, als im Limes Verlag der Band Aufforderung mit einem Nachwort von Kurt Pinthus neu veröffentlicht wurde. Als Förderer hat sich auch der Akzente-Herausgeber Hans Bender verdient gemacht. Einen gewissen Impuls erfuhr die Rezeption ferner durch die ab den 1960er Jahren zunehmende Popularität von Jorge Luis Borges in Deutschland, der bereits 1920 Wilhelm Klemm ins Spanische übertrug.

## Werke
- Gloria! Kriegsgedichte aus dem Felde. Albert Langen, München 1915.
- Verse und Bilder. Verlag Die Aktion, Berlin 1916.
- Aufforderung. Gesammelte Verse. Mit vier Textillustrationen des Verfassers. Verlag Die Aktion, Berlin 1917 (Die Aktions Lyrik Bd. 4); Neuauflage 1961 mit einem Nachwort von Kurt Pinthus. Limes, Wiesbaden 1961.
- Entfaltung. Gedichtfolge. Kleukens-Presse, Darmstadt 1919; Reprint 1973 von Kraus Reprint, Nendeln (Bibliothek des Expressionismus).
- Ergriffenheit. Gedichte. Kurt Wolff, München 1919 (dieses Buch wurde als erstes der neuen Folge der Drugulin-Drucke im Dezember 1919 von W. Drugulin in Leipzig in einer Auflage von 1100 Exemplaren gedruckt); Reprint 1973 von Kraus Reprint, Nendeln (Bibliothek des Expressionismus).
- Traumschutt. Gedichte. Umschlagzeichnung von Wilhelm Klemm. Paul Steegemann Verlag, Hannover / Leipzig / Wien / Zürich 1920 (Sammlung Die Silbergäule 65.–66. Band); Neuausgabe mit dem Untertitel „Ausgewählte Gedichte“ hrsg. von Andrea Czesienski: Aufbau, Berlin/Weimar 1985.
- Verzauberte Ziele. Gedichtfolge. Erich Reiß Verlag, Berlin 1921 (gedruckt bei Otto von Holten, Berlin, im Herbst 1921); Reprint 1973 von Kraus Reprint, Nendeln (Bibliothek des Expressionismus).
- Unter dem Pseudonym Felix Brazil[8]: Die Satanspuppe. Verse. Paul Steegemann Verlag, Hannover 1922; Reprint 1973 von Kraus Reprint Nendeln (Bibliothek des Expressionismus).
- Geflammte Ränder (= Das neueste Gedicht [Neue Folge] Band 4, hrsg. von Horst Heiderhoff und Dieter Hoffmann). J. G. Bläschke Verlag, Darmstadt 1964.
- Ich lag in fremder Stube. Gesammelte Gedichte. Herausgegeben von Hanns-Josef Ortheil. Hanser, München 1981.
- Dreizehn Autorenporträts. Von Guillaume Apollinaire bis Kurt Schwitters. Herausgegeben von Karl Riha. edition fundamental, Köln 1995.
- Gesammelte Verse. Mit Vignetten und Tuschezeichnungen von der Hand des Autors. Herausgegeben von Imma Klemm und Jan Volker Röhnert. Dieterich’sche Verlagsbuchhandlung, Mainz 2012. ISBN 978-3-87162-077-5.
- Tot ist die Kunst. Briefe und Verse aus dem Ersten Weltkrieg. Herausgegeben von Imma Klemm, mit einem Nachwort von Hanns-Josef Ortheil. Dieterich’sche Verlagsbuchhandlung, Mainz 2013. ISBN 978-3-87162-079-9.